# Cal Tramuntana (Castellvell del Camp)
Cal Tramuntana és una casa de Castellvell del Camp (Baix Camp) inclosa a l'Inventari del Patrimoni Arquitectònic de Catalunya.

## Descripció
Edifici de planta trapezoïdal. Obra de paredat amb reforços de carreus en els angles. Tres línies de finestres: una, al costat dret de la portalada; dues, sobre aquesta, en la part central, amb balconada i reixa de ferro; i finalment, una obertura a les golfes, per l'entrada de carregues. La porta, finalment, una obertura a les golfes, per l'entrada de carregues. La porta, d'arc rodó, està formada amb gran dovelles. Forma un angle de la Placeta, anomenat "placeta de cal Tramuntà", i cantonada amb els carrers de Sant Antoni i de Santa Anna. Al seu interior conserva arcs d'una certa antiguitat.

## Història
Documentada des de l'any 1706. Al poble hom creu que havia estat el castell o residencia del senyor Albert de Castellvell. No gaire lluny, a la façana de l'església parroquial, hi ha encastat un escut de Castellvell datat el 1702.